# Cabo Cruz
Cabo Cruz är en udde i Kuba.   Den ligger i provinsen Provincia Granma, i den sydöstra delen av landet, 600 km sydost om huvudstaden Havanna.
Terrängen inåt land är platt. Havet är nära Cabo Cruz åt sydväst.